# Energetic Flow Yoga
Energetic Flow Yoga ist eine von westlichen Einflüssen geprägte Form des Hatha Yoga.
Es steht für einen integrativen, zeitgemäßen und undogmatischen Ansatz und vereint klassisches Hatha Yoga, moderne Yoga-Stile und wissenschaftliche Erkenntnisse zu einer ganzheitlichen Methode.

## Allgemein
Alle Haltungen, Bewegungsabläufe und Atemtechniken werden dem Praktizierenden angepasst und mit präzisen Ausrichtungsprinzipien anatomisch sinnvoll ergänzt. Yoga wird dadurch universell und für jeden machbar. Die Übenden lernen ihren Körper gesund zu erhalten, alltägliche Bewegungsmuster zu verbessern und den Fluss der Energie auf physischer und feinstofflicher Ebene zu unterstützen.
Energetic Flow stellt eine Verbindung zum natürlichen Rhythmus des Lebens dar und lädt dazu ein, über den Atem und Körperwahrnehmung im Moment zu verweilen, den Blick nach innen zu richten und das eigene Potenzial zu erkennen. Die Haltungen erfordern Kraft und Beweglichkeit und laden zum Erforschen der Stille ein, so dass der Geist trainiert und gestärkt wird.

## Die 3 Säulen
Energetic Flow Yoga beruht auf drei Säulen.
1. Bewusstsein (Bhakti/Seele): Der Blick wird nach innen gerichtet, um die in Jedem ruhende Energie zu erkennen und freizusetzen.
2. Wissen (Jnana/Geist): Wissen um die optimale Ausrichtung ermöglicht es, Körper-Geist und Seele zu erkennen und die Energie ganzheitlich zirkulieren zu lassen.
3. Erfahrung (Karma/Körper): Der volle Ausdruck in jeder Stellung und in der Bewegung ermöglicht die Erfahrung, die jeden Praktizierenden ganz individuell und einzigartig macht.

Wenn alle drei Säulen in Balance sind, führt dies zu können.

## Entstehung
Energetic Flow Yoga ist aus verschiedenen Elementen und Ausbildungen entstanden, wie klassisches Hatha Yoga nach Yoga Vidya, Anusara Yoga™ und dem Bewegungskonzeot der Spiraldynamik, sowie der Lehre von OSHO und der Integralen Lebensberater & Life Coach Ausbildung von Veit Lindau.